# Riu Gorgan
El Gorgan (Gorgan Rud) es un riu a la regió de Gurgan (actual província de Golistan) que li va donar nom. En època sassànida el riu es deia Vrkana que els musulmans van traslladar com a Gurgana o Gurgan. El riu neix a les muntanyes d'Aladagh a la província del Khorasan Septentrional i discorre com un torrent en direcció a l'oest; el que es riu pròpiament sorgeix després de l'embassament de Golestan i segueix el curs cap a l'oest uns 150 km fins a desaiguar a la mar Càspia. El recorregut total es d'uns 270 km. L'antiga ciutat de Gurgan, després Astarabad i modernament altre cop Gorgan, es trobava a la riba sud del riu, avui dia a uns 10 km del curs.